# Naturally (album, JJ Cale)
Naturally je první studiové album amerického hudebníka JJ Calea. Vydáno bylo v roce 1972 společností Shelter Records (ve Spojeném království jej vydalo vydavatelství A&M Records). Nahráno bylo od září 1970 do června 1971 a jeho producentem byl Audie Ashworth. V roce 2009 bylo album vydáno v reedici společně s následující deskou Really.

## Seznam skladeb
Autorem všech písní je JJ Cale, kromě „Clyde“, kterou napsal společně s C. W. Beaversem.
| Pořadí | Název                 | Délka |
| ------ | --------------------- | ----- |
| 1.     | Call Me the Breeze    | 2:35  |
| 2.     | Call the Doctor       | 2:26  |
| 3.     | Don't Go to Strangers | 2:22  |
| 4.     | Woman I Love          | 2:36  |
| 5.     | Magnolia              | 3:23  |
| 6.     | Clyde                 | 2:29  |
| 7.     | Crazy Mama            | 2:22  |
| 8.     | Nowhere to Run        | 2:26  |
| 9.     | After Midnight        | 2:23  |
| 10.    | River Runs Deep       | 2:42  |
| 11.    | Bringing It Back      | 2:44  |
| 12.    | Crying Eyes           | 3:13  |

## Obsazení
- JJ Cale – kytara, zpěv
- Karl Himmel – bicí
- Chuck Browning – bicí
- Tim Drummond – baskytara
- Carl Radle – baskytara
- Norbert Putnam – baskytara
- Bob Wilson – klavír
- David Briggs – klavír, varhany
- Jerry Whitehurst – klavír
- Weldon Myrick – steel kytara
- Buddy Spicher – housle
- Shorty Lavender – housle
- Walter Hayness – dobro
- Mac Gayden – slide kytara
- Ed Colis – harmonika
- Diane Davidson – doprovodné vokály